# Брот ле Ликсеј
Брот ле Ликсеј (фр. Brotte-lès-Luxeuil) насеље је и општина у источној Француској у региону Франш-Конте, у департману Горња Саона која припада префектури Лир.
По подацима из 2011. године у општини је живело 216 становника, а густина насељености је износила 31,44 становника/km². Општина се простире на површини од 6,87 km². Налази се на средњој надморској висини од 305 метара (максималној 450 m, а минималној 261 m).

## Демографија
| 1962. | 1968. | 1975. | 1982. | 1990. | 1999. | 2011. |
| ----- | ----- | ----- | ----- | ----- | ----- | ----- |
| 109   | 130   | 161   | 167   | 208   | 212   | 216   |

График промене броја становника у току последњих година